# Александрово (гміна Трошин)
Александрово (пол. Aleksandrowo) — село в Польщі, у гміні Трошин Остроленцького повіту Мазовецького воєводства.
Населення — 50 осіб (2011).
У 1975—1998 роках село належало до Остроленцького воєводства.

## Демографія
Демографічна структура станом на 31 березня 2011 року:
|          | Загалом | Допрацездатний вік | Працездатний вік | Постпрацездатний вік |
| -------- | ------- | ------------------ | ---------------- | -------------------- |
| Чоловіки | 22      | 5                  | 14               | 3                    |
| Жінки    | 28      | 8                  | 14               | 6                    |
| Разом    | 50      | 13                 | 28               | 9                    |